# Žabalj
Žabalj (izvirno srbsko Жабаљ; madžarsko Zsablya) je naselje v Srbiji, ki je središče istoimenske občine; slednja pa je del Južnobačkega upravnega okraja.

## Demografija
V naselju, katerega izvirno (srbsko-cirilično) ime je Жабаљ, živi 7493 polnoletnih prebivalcev, pri čemer je njihova povprečna starost 37,7 let (36,5 pri moških in 38,9 pri ženskah). Naselje ima 3073 gospodinjstev, pri čemer je povprečno število članov na gospodinjstvo 3,12.
To naselje je, glede na rezultate popisa iz leta 2002, večinoma srbsko, a v času zadnjih 3 popisov je opazen porast števila prebivalcev.
|  |

| Demografija | Demografija     | Demografija     |
| Leto        | Št. prebivalcev | Št. prebivalcev |
| ----------- | --------------- | --------------- |
|             |                 |                 |
|             |                 |                 |
|             |                 |                 |
|             |                 |                 |
| 1948        | 6273            |                 |
| 1953        | 6672            |                 |
| 1961        | 7457            |                 |
| 1971        | 7851            |                 |
| 1981        | 8503            |                 |
| 1991        | 8766            | 8654            |
| 2002        | 9877            | 9598            |
|             |                 |                 |

| Etnična sestava po popisu iz leta 2002 | Etnična sestava po popisu iz leta 2002 | Etnična sestava po popisu iz leta 2002 | Etnična sestava po popisu iz leta 2002 | Etnična sestava po popisu iz leta 2002 |
| -------------------------------------- | -------------------------------------- | -------------------------------------- | -------------------------------------- | -------------------------------------- |
| Srbi                                   | Srbi                                   |                                        | 8.672                                  | 90,35%                                 |
| Romi                                   | Romi                                   |                                        | 202                                    | 2,10%                                  |
| Jugoslovani                            | Jugoslovani                            |                                        | 119                                    | 1,23%                                  |
| Hrvati                                 | Hrvati                                 |                                        | 88                                     | 0,91%                                  |
| Madžari                                | Madžari                                |                                        | 85                                     | 0,88%                                  |
| Rusini                                 | Rusini                                 |                                        | 31                                     | 0,32%                                  |
| Makedonci                              | Makedonci                              |                                        | 20                                     | 0,20%                                  |
| Albanci                                | Albanci                                |                                        | 16                                     | 0,16%                                  |
| Črnogorci                              | Črnogorci                              |                                        | 9                                      | 0,09%                                  |
| Ukrajinci                              | Ukrajinci                              |                                        | 8                                      | 0,08%                                  |
| Slovaki                                | Slovaki                                |                                        | 7                                      | 0,07%                                  |
| Nemci                                  | Nemci                                  |                                        | 4                                      | 0,04%                                  |
| Rusi                                   | Rusi                                   |                                        | 3                                      | 0,03%                                  |
| Muslimani                              | Muslimani                              |                                        | 3                                      | 0,03%                                  |
| Slovenci                               | Slovenci                               |                                        | 2                                      | 0,02%                                  |
| Čehi                                   | Čehi                                   |                                        | 1                                      | 0,01%                                  |
| Romuni                                 | Romuni                                 |                                        | 1                                      | 0,01%                                  |
| Bunjevci                               | Bunjevci                               |                                        | 1                                      | 0,01%                                  |
| Neznano                                | Neznano                                |                                        | 86                                     | 0,89%                                  |